# Tets Ohnari
Tets Ohnari (japonsky 大成 哲, Tecu Ónari; * 30. června 1980 Tokio) je japonský sochař, který působí rovněž v České republice. Ohnari pracuje především se třemi materiály a to dřevem, kamenem a sklem. Jak již v minulosti několikrát vysvětlil, nejde ani tak o samotný použitý materiál než jako o moment, kdy se jej dotknou jeho ruce. Právě tento okamžik je prý naprosto zásadní pro budoucí formování celkového díla. Mimo umělcových schopností tak pak hotový exponát představuje i osobitou kombinaci konceptu a prožívaných emocí v době tvorby. Ohnariho hlavním záměrem tedy není vystavit pouze hotové dílo, ale i poukázat na proces jeho vytváření, čímž se nápadně odlišuje od většinového zbytku autorů.

## Vzdělání
- 2004 Sochařský kurz, Vysoká škola umění, Univerzita Nihon
- 2007 Sochařský kurz I. pod vedením Prof. Jaroslava Róny, Akademie výtvarných umění (AVU)
- 2006 Prostorová tvorba, Katedra volného umění, Vysoká škola umělecko průmyslová, Praha (VŠUP) Prof.Marian Karel
- 2007 Tokijská univerzita umění (TUA), Magisterské studium programu Umění a vzdělání
- 2021 Ph.D. Univerzita Jana Evangelisty Purkyně v Ústí nad Labem (UJEP), Fakulta umění a designu, obor vizuální komunikace

## Autorské výstavy
- 2020 Egon Schiele Art Centrum (Český Krumlov, Česko)
- 2016 TEZUKAYAMA Gallery (Osaka, Japonsko)
- 2016 Jan Koniarek Gallery (Trnava, Slovensko)
- 2014 “Tets Ohnari ∞ Egon Schiele”, Dai-ichi Life South Gallery (Tokio, Japan)
- 2013 “Wood”, Galerie H’art (Bukurešť, Rumunsko)
- 2012 Brody House (Budapešť, Maďarsko)
- 2012 B Galerie (Tokio, Japonsko)
- 2011 Galerie H’art (Bukurešť, Rumunsko)
- 2010 Galerie H’art (Bukurešť, Rumunsko)
- 2010 Galerie Shounan Kujirakan (Hujisawa, Japonsko)
- 2010 České centrum v Tokiu, Ambasáda České republiky (Tokio, Japonsko)
- 2009 Atelier35, Japan-Danube Friendship (Bukurešť, Rumunsko)
- 2008 Galerie Clement Salon (Tokio, Japonsko)
- 2007 Městské Muzeum Hořice (Hořice, Česko)
- 2007 Galerie Josefa Adamce (Praha, Česko)

## Skupinové výstavy, Veletrhy umění
- 2019  INVALIDOVNA (Praha, Česko)
- 2017 SIGNAL festival (Praha, Česko)
- 2017 AIR Gallery (Altrincham, Spojené království)
- 2017 Central Bohemian Museum (Roztoky, Česko)
- 2015  MAXXI (Řím, Itálie)
- 2015  Murano Glass Museum (Benátky, Itálie)
- 2014  National Gallery in Prague Kinsky Palace (Praha, Česko)
- 2014  Pola Museum Annex 2014 (Tokio, Japonsko)
- 2014  European Glass Experience Exhibition in Finland Archivováno 26. 6. 2014 na Wayback Machine. (Riihimaki, Finsko)
- 2013  7th anniversary at TRAFACKA (Praha, Česko)
- 2013  Unison Colour Pastel Competition (Budapešť,Maďarsko)
- 2013  Jan Koniarek Gallery (Trnava, Slovensko)
- 2013  The Italian Culture Institute (Praha, Česko)
- 2013  Staromestske Radnice (Praha, Česko)
- 2013 Městská galerie Pardubice (Pardubice, Česko)
- 2012 Art Market – Art Fair (Budapešť, Maďarsko)
- 2012 +PLUS: The Art Fair 003 (Tokio, Japonsko)
- 2012 Art Safari 24, Sochařské studio BUBEC (Praha, Česko)
- 2012 Takashimaya, Stone Space 06’ (Tokio, Japonsko)
- 2012 VOCA2012 (Tokio, Japonsko)
- 2011 Galerie Beseda, Skupinová výstava (Praha, Česko)
- 2011 Kukačka, Skupinová výstava (Ostrava, Česko)
- 2011 Toyama Contemporary Glass Triennale 2011 (Toyama, Japonsko)
- 2010 Nerima Museum, N+N Exhibition 2010 (Tokio, Japonsko)
- 2010 Ocenění Konica Minolta Eco and Art 2010 (Tokio, Japonsko)
- 2009 Tsuzuki Art Project (Jokohama, Japonsko)
- 2008 Geidai Buffet, NHK Art Gallery (Tokio, Japonsko)
- 2008 Výstava studentů Tokijské univerzity umění (Tokio, Japonsko)
- 2006 Výstava studentů Akademie výtvarných umění (Praha, Česko)
- 2006 Galerie Homeproud (Praha, Česko)
- 2006 Výstava Kic Nord Art 06 (Carlshutte, Německo)

## Tvůrčí rezidence, Sochařská sympózia
- 2016   International Flat Glass Symposium Dubnica 2016 (Dubnica nad Váhom, Slovensko)
- 2015  The 12 th International Glass Symposium (Nový Bor, Česko)
- 2015. NAKANOJO BIENNALE 2015 (Gunma, Japonsko)
- 2015 myart (Vídeň, Rakousko)
- 2015 Akiyoshidai International Art Village (Yamaguchi, Japonsko)
- 2013 Egon Schiele Art Centrum (Český Krumlov, Česko)
- 2012 Brody House (Budapešť, Maďarsko)
- 2011 4.ART:AUSSEE (Altaussee, Rakousko)
- 2011 Mezinárodní sochařské sympózium (Stubenberg, Rakousko)
- 2011 Mezinárodní sympózium umění (Aniane, Francie)
- 2010 Mezinárodní sympózium vizuálního umění (Hradec nad Moravicí, Česko)
- 2010 Mezinárodní sochařské sympózium Landek (Ostrava, Česko)
- 2010 C.C.N (Graz, Rakousko)
- 2009 13. Mezinárodní sochařské sympózium Nasunogahara (Ohnawara, Japonsko)
- 2006 Mezinárodní sochařské sympózium v Hořicích (Hořice, Česko)
- 2006 Sochařské sympózium Nord Art 06 (Budelsdorf, Německo)
- 2004 30. Sochařské sympózium (Iwate, Japonsko)

## Soutěže a ocenění
- 2012 Ocenění Fine Work, VOCA 2012 (Tokio, Japonsko)
- 2010 Bbieaf festival umění (Filipíny)
- 2010 Ocenění Konica Minolta Eco and Art 2010 (Tokio, Japonsko)

## Granty a stipendia
- 2013 Nadace Asahi Shimbun - H’art Gallery, Bukurešť, Rumunsko
- 2011 Stipendium Japonské vlády pro umělce studující v zahraničí
- 2010 Nadace pro umění POLA
- 2008 Grant nadace Nomura – Projekt pro město Hluboká, Česko
- 2007 Stipendium Ministerstva školství, mládeže a tělovýchovy ČR
- 2005 Stipendium Ita Hirotošiho - Tokijská univerzita umění

## Zařazení ve sbírkách, umístěné objekty
- 2010 OLLCF (Filipíny)
- 2008 Egon Schiele Art Centrum (Český Krumlov, Česko)
- 2008 Hlavní náměstí v Hluboké (Hluboká, Česko)
- 2008 Univerzitní muzeum umění, Tokijská univerzita umění
- 2004 Střední škola Nichodai v Cučijuře, Japonsko
- 2003 Urban-net Co.